# Oribatula grandjeani
Oribatula grandjeani är en kvalsterart som först beskrevs av Nawar och El-Borolossy 1990.  Oribatula grandjeani ingår i släktet Oribatula och familjen Oribatulidae. Inga underarter finns listade i Catalogue of Life.